# Francisco de los Ángeles Quiñones
Pour les articles homonymes, voir Quiñones.
Francisco de los Ángeles Quiñones, né Enrique (né à León en 1475 et mort à Veroli le 5 novembre 1540) est un cardinal espagnol du XVIe siècle. Il est membre de l'ordre des frères mineurs.

## Repères biographiques
Né dans le royaume de León, il était le fils d'un comte de Luna.
Francisco de los Ángeles Quiñones est élu ministre général de son ordre en 1522. Il exerce plusieurs missions pour le pape, notamment pour la libération du pape Clément VII, retenu par les Impériaux au château Saint-Ange, qu'il obtient de Charles Quint en 1527.
Clément VII le nomme cardinal lors du consistoire du 7 décembre 1527. Le cardinal Quiñones est élu évêque de Coria en 1530 et de Palestine en 1540. Il est consacré le 21 décembre 1531 par Clément VII avec comme co-consécrateurs Alexandre Farnèse, Antonio Maria Ciocchi del Monte et Andrea Della Valle. Il résigne le gouvernement de son diocèse en 1532 et est nommé gouverneur de Veroli et Campagna.
Quiñones réforme le bréviaire romain sur ordre de Clément VII dans la période 1529-1534. Ce bréviaire, dit "de Sainte-Croix", imprimé sous le nom de Breviarium romanum à Rome en 1535, bien qu'approuvé des papes Clément VII, Paul III, Jules III et Paul IV, fut censuré par la Sorbonne et interdit par Pie V. Au XIXe siècle, Dom Guéranger critiquera durement ce bréviaire dans ses Institutions liturgiques.
Il participe au conclave de 1534, lors duquel Paul III est élu pape. En 1539 il est nommé administrateur d'Acerno.